# Sigfrido Ranucci
Sigfrido Ranucci (Roma, 24 agosto 1961) è un giornalista, autore televisivo e conduttore televisivo italiano.
Dagli anni novanta lavora alla Rai come inviato e autore di programmi di informazione. Dal 27 marzo 2017 conduce il programma televisivo Report, trasmesso su Rai 3.

## Biografia
Nato a Roma, si è laureato in lettere all'Università "La Sapienza". Ha iniziato la sua carriera lavorando a Paese Sera. Nel 1989 è approdato al TG3 dove si è occupato di cronaca, attualità e sport. Nel 1994 collabora al programma di Claudio Ferretti Anni azzurri. Nel 1997 ha iniziato a collaborare con Rai International, Rai News 24 e Tg3 Primo Piano. Nel 1999 è stato inviato Rai nei Balcani, nel 2001 è andato a New York per seguire gli attentati dell'11 settembre 2001. Ha realizzato numerose inchieste sul traffico illecito di rifiuti, sulla mafia e sul controverso utilizzo di armi con uranio impoverito, e ha denunciato l'uso, da parte dell'esercito statunitense, dell'agente chimico fosforo bianco durante i combattimenti a Falluja, in Iraq, un caso di cui hanno parlato i più importanti media del mondo. Nel 2001, nel corso di un'inchiesta sulle stragi di mafia, ha trovato e trasmesso l'ultima intervista, rimasta a lungo inedita, del giudice Paolo Borsellino, nella quale il magistrato, poche ore prima della strage di Capaci, parlava per la prima volta dei rapporti tra Marcello Dell'Utri, il boss di Cosa nostra Vittorio Mangano e Silvio Berlusconi, un'intervista che ha suscitato numerose polemiche.
Nel 2005 è stato inviato a Sumatra per lo tsunami dell'Oceano Indiano del 2004. Dal 2006 è coautore di Report, con Milena Gabanelli. Nel 2009 ha realizzato con Milena Gabanelli il libro Ecofollie, edito dalla Bur, riguardante il problema del mancato smaltimento delle scorie nucleari. Nel gennaio 2009 ha pubblicato il libro Il patto: da Ciancimino a Dell'Utri, la trattativa Stato-mafia nel racconto inedito di un infiltrato. Nel 2010 ha realizzato l'inchiesta che ha portato al ritrovamento e al sequestro della pinacoteca di Calisto Tanzi, che fino a quel momento il patron della Parmalat aveva nascosto agli inquirenti. Dal 2011 collabora con il Corriere della Sera.
Nel 2012 ha ideato e curato il programma per Rai3 Off the Report realizzato da giovani giornalisti d'inchiesta. Dalla primavera 2017 è il nuovo conduttore di Report al posto di Milena Gabanelli, per il quale riceverà, nel 2021, il premio Flaiano di televisione.
Da giugno 2020 viene scelto dal direttore di Rai 3 Franco Di Mare come suo vice.

## Vita privata
Cattolico praticante, Sigfrido Ranucci è sposato e ha tre figli.

## Inchieste
- Il valzer dei veleni (1999)
- Crimini e misfatti[8] (2002)
- L'ultimo volo del ghibli (2002)
- Polveri maledette[9] (2002)
- Metallo del disonore (2003)
- Uranio impoverito[10][11][12] (2001-2003), comprende:
  - Diario di un generale
  - Vittime di pace
- Testimoni a perdere (2003)
- Veleni di Stato (2004)
- Fallujah. La strage nascosta[13] (2004)
- Servitù militari (2005)
- Guerre e bugie[14][15][16] (2006)
- In nome del petrolio[17][18] (2005-2006)
- Cronaca di una giornata di guerra (2005-2006)
- Eroi senza medaglia[19][20] (2005-2006)
- Guerre stellari in Iraq[21][22] (2006)
- Il fantasma di Abu Ghraib[23] (2006)
- La guerra privata dei contractor[24] (2007)
- Buconero S.p.A.[25]
- Telecom debiti e spie[26] (2007)
- A fondo perduto[27] (2008)
- L'eredità[28] (2008)
- I viceré[29] (2009)
- Il cavaliere del lavoro[30] (2009)
- Il progetto[31] (2010)
- Il mare nero[32] (2010)
- I biscazzieri[33] (2011)
- Il gioco delle parti[34] (2012)
- La banca degli amici[35] (2012)
- I misteri del cognato di Tremonti[36] (2012)
- Abu Omar: si tratta di dare a Washington un segnale[37] (2013)
- Le mani del PDL sul Monte dei Paschi?[38] (2013)
- Effetti Collaterali[39] (2013)
- Ho visto Messina Denaro. Hanno bloccato le mie indagini[40] (2013)

## Premi
- nel 2000 la sua inchiesta Il valzer dei veleni viene premiata con il Silver Satellite - Gran Prix – Television World[41]
- nel 2002 la sua inchiesta Polveri maledette riceve il premio speciale della giuria al Silver Satellite Bulgaria[41][42]
- nel 2003 riceve il premio giornalistico europeo Penne Pulite[41]
- nel 2004 riceve la menzione speciale del Premio giornalistico televisivo Ilaria Alpi per Veleni di Stato[41]
- nel 2005 vince il premio Ilaria Alpi, nella sezione Servizi giornalistici ed inchieste in onda su trasmissioni diverse da TG, con Servitù militari[41][43]
- nel 2005 riceve il riconoscimento speciale della giuria del Premio Cronista - Piero Passetti[44][45]
- nel 2006 vince il Premio internazionale di giornalismo «Maria Grazia Cutuli»[41]
- nel 2006 vince il premio Ilaria Alpi, nella sezione Servizi giornalistici ed inchieste in onda su trasmissioni diverse da TG, con Fallujah. La strage nascosta[41]
- nel 2006 vince il Premio giornalistico Colombe d'oro per la pace[46]
- nel 2006 vince il Gran Premio Golden Umbrella News con l'inchiesta Fallujah. La strage nascosta[41][42]
- nel 2007 vince il premio Mario Francese per l'impegno contro la mafia.[41][47]
- nel 2010 vince il premio Giuseppe Fava[48]
- nel 2010 vince il Premiolino con la seguente motivazione: "Nel recente passato, si è talvolta scambiato per uno scoop la soffiata di un inquirente, di un avvocato o delle forze dell'ordine. A rimettere le cose a posto arrivano ogni tanto veri scoop, come quello di Sigfrido Ranucci, che ha scoperto in una sua inchiesta il tesoro artistico - una vera pinacoteca nascosta - di Calisto Tanzi, sotto processo per la bancarotta Parmalat".[41][49]
- nel 2017 (28 gennaio) - Premio Tonino Carino
Sigfrido Ranucci si aggiudica il Premio Speciale per il giornalismo di inchiesta televisivo nell'ambito della quinta edizione del Premio Tonino Carino, concorso giornalistico organizzato dal Comune di Offida in memoria del compianto giornalista, che ha lavorato per Il Resto del Carlino, il Corriere Adriatico e la Rai, scomparso l'8 marzo 2010.[41]
- nel 2017 (17 settembre) - Premio Etica Professionale del M.A.F. - Montefiascone Art Festival. "Per la coerenza giornalistica e professionale dimostrata nel corso di questi vent'anni, dagli autori e dall'intera struttura organizzativa, il format REPORT rimane uno dei pochi esempi di informazione e formazione culturale promossa dalla rete pubblica, garantendo un livello giornalistico d'inchiesta di altissimo spessore, scevro dal sensazionalismo e dalle bandiere politiche".[41]
- nel 2017 (28 settembre) - Premio Inchiesta - Osimo (AN). Per la capacità di raccontare la realtà italiana con acume, originalità e spirito critico.[41]
- nel 2021 (16 ottobre) - Premio Giovenale - Aquino[50]. “Ha fatto dell'autentico giornalismo d'inchiesta, sia quello della pagina scritta che quello televisivo con Report, la più profonda e nobile ragione della sua professione”.[51]
- nel 2023 (17 giugno), nell'ambito del Premio Cimitile, Sigfrido Ranucci si aggiudica il Premio Giornalismo "Antonio Ravel"[52] con la seguente motivazione: "Per aver dimostrato come l'uso immediato e responsabile dello strumento televisivo possa efficacemente porsi dalla parte dei cittadini, rendendo più comprensibili vicende che per questi vanno decodificate, con alta professionalità e spirito di servizio".[53]

## Opere
- Nicola Biondo e Sigfrido Ranucci, Il patto. Da Ciancimino a Dell'Utri. La trattativa Stato e mafia nel racconto inedito di un infiltrato, collana Principio attivo, Prefazione di Marco Travaglio, Milano, Chiarelettere, 2010, ISBN 978-88-619-0074-5.[54]
- La scelta, collana Overlook, Milano-Firenze, Bompiani, 2024, ISBN 978-88-301-0264-4.